# Luttelgeest
Luttelgeest est l'un des dix villages de la commune néerlandaise de Noordoostpolder, dans la province du Flevoland.
Le village a été créé dans les années 1940. Ce village récent tire son nom d'un ancien village de ce nom, situé en Overijssel près de Kuinre. Cet ancien Luttelgeest était situé sur l'ancienne côte proche de l'actuel village, de l'autre côté du nouveau Kuinderbos.